# Kirsten Kjærs Museum
Kirsten Kjærs Museum er et kunstmuseum i det nordlige Thy dedikeret til maleren Kirsten Kjær.
Museet åbnede på initiativ af parret Harald Fuglsang og John Anderson den 15. maj 1981 i et gammelt renoveret husmandssted i Langvad ved Frøstrup og er sidenhen udvidet flere gange. Kirsten Kjær tilbragte sine sidste somre i naboejendommen, og inden sin død skænkede hun en stor del af sin produktion til en fond. Med udgangspunkt i denne samling har museet udviklet sig til et arbejdende kunstcenter, med kurser, koncerter og kammermusikdage.. Antallet af besøgende er ifølge museets egne oplysninger ca. 16.000 pr. år. Harald Fuglsang modtog i 2016 Thisted Kommunes kulturpris for sit arbejde med museet.